# 24 Heures de Daytona 2015
Navigation
Édition précédente Édition suivante
Les 24 Heures de Daytona 2015 (Rolex 24 At Daytona 2015), disputées les 24 janvier 2015 et 25 janvier 2015 sur le Daytona International Speedway, sont la cinquante-troisième édition de cette épreuve, la quarante-neuvième sur un format de vingt-quatre heures, et la première manche du United SportsCar Championship 2015. Elle est remportée par la Riley MkXXVI-Ford no 02 de l'écurie Chip Ganassi Racing.

## Classement de la course
Classement à l'issue de la course (vainqueurs de catégorie en gras),, :

### Classés
| Pos. | Catégorie | N°  | Écurie                                    | Pilotes                                                                                   | Châssis/Moteur                           | Pneus | Tours | Temps                |
| ---- | --------- | --- | ----------------------------------------- | ----------------------------------------------------------------------------------------- | ---------------------------------------- | ----- | ----- | -------------------- |
| 1    | P         | 02  | Chip Ganassi Racing with Felix Sabates    | Scott Dixon Tony Kanaan Kyle Larson Jamie McMurray                                        | Riley MkXXVI                             | C     | 740   | 24 h 00 min 57 s 667 |
| 1    | P         | 02  | Chip Ganassi Racing with Felix Sabates    | Scott Dixon Tony Kanaan Kyle Larson Jamie McMurray                                        | Ford EcoBoost 3,5 L Turbo V6             | C     | 740   | 24 h 00 min 57 s 667 |
| 2    | P         | 5   | Action Express Racing                     | João Barbosa Christian Fittipaldi Sébastien Bourdais                                      | Chevrolet Corvette DP                    | C     | 740   | + 1 s 333            |
| 2    | P         | 5   | Action Express Racing                     | João Barbosa Christian Fittipaldi Sébastien Bourdais                                      | Chevrolet LS9 5,5 L V8                   | C     | 740   | + 1 s 333            |
| 3    | P         | 90  | VisitFlorida.com Racing                   | Michael Valiante Richard Westbrook Mike Rockenfeller Guy Cosmo                            | Chevrolet Corvette DP                    | C     | 734   | + 6 tours            |
| 3    | P         | 90  | VisitFlorida.com Racing                   | Michael Valiante Richard Westbrook Mike Rockenfeller Guy Cosmo                            | Chevrolet LS9 5,5 L V8                   | C     | 734   | + 6 tours            |
| 4    | GTLM      | 3   | Corvette Racing                           | Jan Magnussen Antonio García Ryan Briscoe                                                 | Chevrolet Corvette C7.R                  | M     | 725   | + 15 tours           |
| 4    | GTLM      | 3   | Corvette Racing                           | Jan Magnussen Antonio García Ryan Briscoe                                                 | Chevrolet LT5.5 5,5 L V8                 | M     | 725   | + 15 tours           |
| 5    | GTLM      | 25  | BMW Team RLL                              | Bill Auberlen Dirk Werner Augusto Farfus Bruno Spengler                                   | BMW Z4 GTLM                              | M     | 725   | + 15 tours           |
| 5    | GTLM      | 25  | BMW Team RLL                              | Bill Auberlen Dirk Werner Augusto Farfus Bruno Spengler                                   | BMW 4,4 L V8                             | M     | 725   | + 15 tours           |
| 6    | P         | 31  | Action Express Racing                     | Eric Curran Dane Cameron Max Papis Phil Keen                                              | Chevrolet Corvette DP                    | C     | 721   | + 19 tours           |
| 6    | P         | 31  | Action Express Racing                     | Eric Curran Dane Cameron Max Papis Phil Keen                                              | Chevrolet LS9 5,5 L V8                   | C     | 721   | + 19 tours           |
| 7    | GTLM      | 4   | Corvette Racing                           | Tommy Milner Oliver Gavin Simon Pagenaud                                                  | Chevrolet Corvette C7.R                  | M     | 718   | + 22 tours           |
| 7    | GTLM      | 4   | Corvette Racing                           | Tommy Milner Oliver Gavin Simon Pagenaud                                                  | Chevrolet LT5.5 5,5 L V8                 | M     | 718   | + 22 tours           |
| 8    | PC        | 52  | PR1/Mathiasen Motorsports                 | Mike Guasch Andrew Novich Andrew Palmer Tom Kimber-Smith                                  | Oreca FLM09                              | C     | 714   | + 26 tours           |
| 8    | PC        | 52  | PR1/Mathiasen Motorsports                 | Mike Guasch Andrew Novich Andrew Palmer Tom Kimber-Smith                                  | Chevrolet 6,2 L V8                       | C     | 714   | + 26 tours           |
| 9    | P         | 60  | Michael Shank Racing with Curb/Agajanian  | John Pew Oswaldo Negri A. J. Allmendinger Matthew McMurry                                 | Ligier JS P2                             | C     | 705   | Abandon              |
| 9    | P         | 60  | Michael Shank Racing with Curb/Agajanian  | John Pew Oswaldo Negri A. J. Allmendinger Matthew McMurry                                 | Honda HR28TT 2,8 L Turbo V6              | C     | 705   | Abandon              |
| 10   | PC        | 54  | CORE Autosport                            | Colin Braun Jon Bennett Mark Wilkins James Gue                                            | Oreca FLM09                              | C     | 704   | Abandon              |
| 10   | PC        | 54  | CORE Autosport                            | Colin Braun Jon Bennett Mark Wilkins James Gue                                            | Chevrolet 6,2 L V8                       | C     | 704   | Abandon              |
| 11   | GTD       | 93  | Riley Motorsports                         | Ben Keating Dominik Farnbacher Kuno Wittmer Cameron Lawrence Al Carter                    | Dodge Viper GTS-R                        | C     | 704   | + 36 tours           |
| 11   | GTD       | 93  | Riley Motorsports                         | Ben Keating Dominik Farnbacher Kuno Wittmer Cameron Lawrence Al Carter                    | Dodge 8,0 L V10                          | C     | 704   | + 36 tours           |
| 12   | GTD       | 22  | Alex Job Racing                           | Cooper MacNeil Leh Keen Andrew Davis Shane van Gisbergen                                  | Porsche 911 GT America                   | C     | 704   | + 36 tours           |
| 12   | GTD       | 22  | Alex Job Racing                           | Cooper MacNeil Leh Keen Andrew Davis Shane van Gisbergen                                  | Porsche 4,0 L Flat-6                     | C     | 704   | + 36 tours           |
| 13   | GTD       | 58  | Wright Motorsports                        | Jan Heylen Madison Snow Patrick Dempsey Philipp Eng                                       | Porsche 911 GT America                   | C     | 702   | + 38 tours           |
| 13   | GTD       | 58  | Wright Motorsports                        | Jan Heylen Madison Snow Patrick Dempsey Philipp Eng                                       | Porsche 4,0 L Flat-6                     | C     | 702   | + 38 tours           |
| 14   | GTLM      | 24  | BMW Team RLL                              | John Edwards Lucas Luhr Jens Klingmann Graham Rahal                                       | BMW Z4 GTLM                              | M     | 701   | + 39 tours           |
| 14   | GTLM      | 24  | BMW Team RLL                              | John Edwards Lucas Luhr Jens Klingmann Graham Rahal                                       | BMW 4,4 L V8                             | M     | 701   | + 39 tours           |
| 15   | PC        | 85  | JDC Miller Motorsports                    | Rusty Mitchell Stephen Simpson Mikhail Goikhberg Chris Miller Tristan Vautier             | Oreca FLM09                              | C     | 701   | + 39 tours           |
| 15   | PC        | 85  | JDC Miller Motorsports                    | Rusty Mitchell Stephen Simpson Mikhail Goikhberg Chris Miller Tristan Vautier             | Chevrolet 6,2 L V8                       | C     | 701   | + 39 tours           |
| 16   | GTD       | 49  | AF Corse                                  | Pasin Lathouras Michele Rugolo Rui Águas Matt Griffin                                     | Ferrari 458 Italia GT3                   | C     | 701   | + 39 tours           |
| 16   | GTD       | 49  | AF Corse                                  | Pasin Lathouras Michele Rugolo Rui Águas Matt Griffin                                     | Ferrari 4,5 L V8                         | C     | 701   | + 39 tours           |
| 17   | GTD       | 48  | Paul Miller Racing                        | Dion von Moltke Christopher Haase René Rast Bryce Miller                                  | Audi R8 LMS                              | C     | 695   | + 45 tours           |
| 17   | GTD       | 48  | Paul Miller Racing                        | Dion von Moltke Christopher Haase René Rast Bryce Miller                                  | Audi 5,2 L V10                           | C     | 695   | + 45 tours           |
| 18   | GTD       | 63  | Scuderia Corsa                            | Bill Sweedler Townsend Bell Anthony Lazzaro Jeff Segal Jeff Westphal                      | Ferrari 458 Italia GT3                   | C     | 691   | Abandon              |
| 18   | GTD       | 63  | Scuderia Corsa                            | Bill Sweedler Townsend Bell Anthony Lazzaro Jeff Segal Jeff Westphal                      | Ferrari 4,5 L V8                         | C     | 691   | Abandon              |
| 19   | GTD       | 81  | GB Autosport                              | Damien Faulkner Kuba Giermaziak Mike Skeen Rory Butcher Michael Avenatti                  | Porsche 911 GT America                   | C     | 687   | + 53 tours           |
| 19   | GTD       | 81  | GB Autosport                              | Damien Faulkner Kuba Giermaziak Mike Skeen Rory Butcher Michael Avenatti                  | Porsche 4,0 L Flat-6                     | C     | 687   | + 53 tours           |
| 20   | GTD       | 009 | TRG-AMR                                   | Derek DeBoer Max Riddle Eliseo Salazar Kris Wilson Brandon Davis                          | Aston Martin V12 Vantage GT3             | C     | 678   | + 62 tours           |
| 20   | GTD       | 009 | TRG-AMR                                   | Derek DeBoer Max Riddle Eliseo Salazar Kris Wilson Brandon Davis                          | Aston Martin 6,0 L V12                   | C     | 678   | + 62 tours           |
| 21   | GTD       | 33  | Riley Motorsports                         | Ben Keating Jeroen Bleekemolen Sebastiaan Bleekemolen Al Carter Marc Goossens             | Dodge Viper GTS-R                        | C     | 674   | Abandon              |
| 21   | GTD       | 33  | Riley Motorsports                         | Ben Keating Jeroen Bleekemolen Sebastiaan Bleekemolen Al Carter Marc Goossens             | Dodge 8,0 L V10                          | C     | 674   | Abandon              |
| 22   | GTD       | 45  | Flying Lizard Motorsports                 | Markus Winkelhock Robert Thorne Tomonobu Fujii Satoshi Hoshino                            | Audi R8 LMS                              | C     | 670   | + 70 tours           |
| 22   | GTD       | 45  | Flying Lizard Motorsports                 | Markus Winkelhock Robert Thorne Tomonobu Fujii Satoshi Hoshino                            | Audi 5,2 L V10                           | C     | 670   | + 70 tours           |
| 23   | P         | 01  | Chip Ganassi Racing with Felix Sabates    | Scott Pruett Joey Hand Charlie Kimball Sage Karam                                         | Riley MkXXVI                             | C     | 669   | Abandon              |
| 23   | P         | 01  | Chip Ganassi Racing with Felix Sabates    | Scott Pruett Joey Hand Charlie Kimball Sage Karam                                         | Ford EcoBoost 3,5 L Turbo V6             | C     | 669   | Abandon              |
| 24   | P         | 66  | RG Racing                                 | Robert Gerwitz Shane Lewis Mark Kvamme David Cheng                                        | Riley MkXXVI                             | C     | 644   | + 96 tours           |
| 24   | P         | 66  | RG Racing                                 | Robert Gerwitz Shane Lewis Mark Kvamme David Cheng                                        | Dinan-BMW 5,0 L V8                       | C     | 644   | + 96 tours           |
| 25   | GTLM      | 911 | Porsche North America                     | Nick Tandy Patrick Pilet Marc Lieb Michael Christensen                                    | Porsche 911 RSR                          | M     | 640   | + 100 tours          |
| 25   | GTLM      | 911 | Porsche North America                     | Nick Tandy Patrick Pilet Marc Lieb Michael Christensen                                    | Porsche 4,0 L Flat-6                     | M     | 640   | + 100 tours          |
| 26   | GTLM      | 98  | Aston Martin Racing                       | Darren Turner Stefan Mücke Mathias Lauda Pedro Lamy Paul Dalla Lana                       | Aston Martin V8 Vantage GTE              | M     | 632   | + 108 tours          |
| 26   | GTLM      | 98  | Aston Martin Racing                       | Darren Turner Stefan Mücke Mathias Lauda Pedro Lamy Paul Dalla Lana                       | Aston Martin 4,5 L V8                    | M     | 632   | + 108 tours          |
| 27   | GTD       | 44  | Magnus Racing                             | Andy Lally John Potter Marco Seefried Martin Ragginger                                    | Porsche 911 GT America                   | C     | 616   | + 124 tours          |
| 27   | GTD       | 44  | Magnus Racing                             | Andy Lally John Potter Marco Seefried Martin Ragginger                                    | Porsche 4,0 L Flat-6                     | C     | 616   | + 124 tours          |
| 28   | GTD       | 94  | Turner Motorsport                         | Markus Palttala Michael Marsal Boris Said Andy Priaulx                                    | BMW Z4 GT3                               | C     | 604   | + 136 tours          |
| 28   | GTD       | 94  | Turner Motorsport                         | Markus Palttala Michael Marsal Boris Said Andy Priaulx                                    | BMW 4,4 L V8                             | C     | 604   | + 136 tours          |
| 29   | GTD       | 007 | TRG-AMR                                   | James Davison Christina Nielsen Christoffer Nygaard Brandon Davis                         | Aston Martin V12 Vantage GT3             | C     | 593   | + 147 tours          |
| 29   | GTD       | 007 | TRG-AMR                                   | James Davison Christina Nielsen Christoffer Nygaard Brandon Davis                         | Aston Martin 6,0 L V12                   | C     | 593   | + 147 tours          |
| 30   | P         | 50  | Highway to Help                           | Dorsey Schroeder Jim Pace Byron DeFoor David Hinton Doug Smith                            | Riley MkXXVI                             | C     | 590   | + 150 tours          |
| 30   | P         | 50  | Highway to Help                           | Dorsey Schroeder Jim Pace Byron DeFoor David Hinton Doug Smith                            | Dinan-BMW 5,0 L V8                       | C     | 590   | + 150 tours          |
| 31   | GTLM      | 912 | Porsche North America                     | Jörg Bergmeister Earl Bamber Frédéric Makowiecki Michael Christensen                      | Porsche 911 RSR                          | M     | 581   | Abandon              |
| 31   | GTLM      | 912 | Porsche North America                     | Jörg Bergmeister Earl Bamber Frédéric Makowiecki Michael Christensen                      | Porsche 4,0 L Flat-6                     | M     | 581   | Abandon              |
| 32   | GTD       | 64  | Scuderia Corsa                            | Francisco Longo Daniel Serra Marcos Gomes Andrea Bertolini                                | Ferrari 458 Italia GT3                   | C     | 545   | Abandon              |
| 32   | GTD       | 64  | Scuderia Corsa                            | Francisco Longo Daniel Serra Marcos Gomes Andrea Bertolini                                | Ferrari 4,5 L V8                         | C     | 545   | Abandon              |
| 33   | GTD       | 18  | Mühlner Motorsports America               | Darryl O'Young Matteo Beretta Marc Basseng Connor De Phillippi Nikolaus Mayr-Melnhof      | Porsche 911 GT America                   | C     | 539   | + 201 tours          |
| 33   | GTD       | 18  | Mühlner Motorsports America               | Darryl O'Young Matteo Beretta Marc Basseng Connor De Phillippi Nikolaus Mayr-Melnhof      | Porsche 4,0 L Flat-6                     | C     | 539   | + 201 tours          |
| 34   | PC        | 11  | RSR Racing                                | Jack Hawksworth Chris Cumming Bruno Junqueira Gustavo Menezes                             | Oreca FLM09                              | C     | 535   | Abandon              |
| 34   | PC        | 11  | RSR Racing                                | Jack Hawksworth Chris Cumming Bruno Junqueira Gustavo Menezes                             | Chevrolet 6,2 L V8                       | C     | 535   | Abandon              |
| 35   | GTD       | 73  | Park Place Motorsports                    | Kévin Estre Patrick Lindsey Jim Norman Spencer Pumpelly Nelson Canache, Jr.               | Porsche 911 GT America                   | C     | 532   | Abandon              |
| 35   | GTD       | 73  | Park Place Motorsports                    | Kévin Estre Patrick Lindsey Jim Norman Spencer Pumpelly Nelson Canache, Jr.               | Porsche 4,0 L Flat-6                     | C     | 532   | Abandon              |
| 36   | GTLM      | 17  | Team Falken Tire                          | Bryan Sellers Wolf Henzler Patrick Long                                                   | Porsche 911 RSR                          | F     | 530   | Abandon              |
| 36   | GTLM      | 17  | Team Falken Tire                          | Bryan Sellers Wolf Henzler Patrick Long                                                   | Porsche 4,0 L Flat-6                     | F     | 530   | Abandon              |
| 37   | P         | 7   | Starworks Motorsport                      | Rubens Barrichello Brendon Hartley Tor Graves Ryan Hunter-Reay Scott Mayer                | Riley MkXXVI                             | C     | 426   | Abandon              |
| 37   | P         | 7   | Starworks Motorsport                      | Rubens Barrichello Brendon Hartley Tor Graves Ryan Hunter-Reay Scott Mayer                | Dinan-BMW 5,0 L V8                       | C     | 426   | Abandon              |
| 38   | GTD       | 19  | Mühlner Motorsports America               | Jim Michaelian Michael Lira Ricardo Flores, Jr. Connor De Phillippi Nikolaus Mayr-Melnhof | Porsche 911 GT America                   | C     | 414   | + 326 tours          |
| 38   | GTD       | 19  | Mühlner Motorsports America               | Jim Michaelian Michael Lira Ricardo Flores, Jr. Connor De Phillippi Nikolaus Mayr-Melnhof | Porsche 4,0 L Flat-6                     | C     | 414   | + 326 tours          |
| 39   | P         | 1   | Tequila Patrón ESM                        | Scott Sharp Ryan Dalziel David Heinemeier Hansson                                         | HPD ARX-04b                              | C     | 389   | Abandon              |
| 39   | P         | 1   | Tequila Patrón ESM                        | Scott Sharp Ryan Dalziel David Heinemeier Hansson                                         | Honda HR28TT 2,8 L Turbo V6              | C     | 389   | Abandon              |
| 40   | PC        | 61  | BAR1 Motorsports                          | Shelby Blackstock Ivo Breukers Marc Drumwright Martin Plowman Remo Ruscitti               | Oreca FLM09                              | C     | 361   | Abandon              |
| 40   | PC        | 61  | BAR1 Motorsports                          | Shelby Blackstock Ivo Breukers Marc Drumwright Martin Plowman Remo Ruscitti               | Chevrolet 6,2 L V8                       | C     | 361   | Abandon              |
| 41   | P         | 07  | SpeedSource                               | Tom Long Joel Miller Ben Devlin Sylvain Tremblay                                          | Mazda Prototype                          | C     | 348   | Abandon              |
| 41   | P         | 07  | SpeedSource                               | Tom Long Joel Miller Ben Devlin Sylvain Tremblay                                          | Mazda Skyactiv-D 2 L Turbo I4 (Diesel)   | C     | 348   | Abandon              |
| 42   | GTLM      | 62  | Risi Competizione                         | Giancarlo Fisichella Pierre Kaffer Davide Rigon Olivier Beretta                           | Ferrari 458 Italia GT2                   | M     | 310   | Abandon              |
| 42   | GTLM      | 62  | Risi Competizione                         | Giancarlo Fisichella Pierre Kaffer Davide Rigon Olivier Beretta                           | Ferrari 4,5 L V8                         | M     | 310   | Abandon              |
| 43   | PC        | 8   | Starworks Motorsport                      | Renger van der Zande Mirco Schultis Mike Hedlund Alex Popow Filipe Albuquerque            | Oreca FLM09                              | C     | 299   | Abandon              |
| 43   | PC        | 8   | Starworks Motorsport                      | Renger van der Zande Mirco Schultis Mike Hedlund Alex Popow Filipe Albuquerque            | Chevrolet 6,2 L V8                       | C     | 299   | Abandon              |
| 44   | PC        | 38  | Performance Tech Motorsports              | James French Jerome Mee James Vance Sean Johnston                                         | Oreca FLM09                              | C     | 238   | Abandon              |
| 44   | PC        | 38  | Performance Tech Motorsports              | James French Jerome Mee James Vance Sean Johnston                                         | Chevrolet 6,2 L V8                       | C     | 238   | Abandon              |
| 45   | GTD       | 23  | Team Seattle/Alex Job Racing              | Ian James Mario Farnbacher Alex Riberas                                                   | Porsche 911 GT America                   | C     | 233   | Abandon              |
| 45   | GTD       | 23  | Team Seattle/Alex Job Racing              | Ian James Mario Farnbacher Alex Riberas                                                   | Porsche 4,0 L Flat-6                     | C     | 233   | Abandon              |
| 46   | GTLM      | 51  | AF Corse                                  | Gianmaria Bruni Toni Vilander François Perrodo Emmanuel Collard                           | Ferrari 458 Italia GT2                   | M     | 211   | Abandon              |
| 46   | GTLM      | 51  | AF Corse                                  | Gianmaria Bruni Toni Vilander François Perrodo Emmanuel Collard                           | Ferrari 4,5 L V8                         | M     | 211   | Abandon              |
| 47   | P         | 70  | SpeedSource                               | Sylvain Tremblay Tristan Nunez Jonathan Bomarito James Hinchcliffe                        | Mazda Prototype                          | C     | 198   | Abandon              |
| 47   | P         | 70  | SpeedSource                               | Sylvain Tremblay Tristan Nunez Jonathan Bomarito James Hinchcliffe                        | Mazda Skyactiv-D 2,2 L Turbo I4 (Diesel) | C     | 198   | Abandon              |
| 48   | GTD       | 28  | Konrad Motorsport                         | Klaus Bachler Christopher Zöchling Christian Engelhart Lance Willsey Rolf Ineichen        | Porsche 911 GT America                   | C     | 176   | Abandon              |
| 48   | GTD       | 28  | Konrad Motorsport                         | Klaus Bachler Christopher Zöchling Christian Engelhart Lance Willsey Rolf Ineichen        | Porsche 4,0 L Flat-6                     | C     | 176   | Abandon              |
| 49   | P         | 57  | Krohn Racing                              | Tracy Krohn Niclas Jönsson Alex Brundle Olivier Pla                                       | Ligier JS P2                             | C     | 172   | Abandon              |
| 49   | P         | 57  | Krohn Racing                              | Tracy Krohn Niclas Jönsson Alex Brundle Olivier Pla                                       | Judd HK 3,6 L V8                         | C     | 172   | Abandon              |
| 50   | P         | 2   | Tequila Patrón ESM                        | Ed Brown Johannes van Overbeek Jon Fogarty                                                | HPD ARX-04b                              | C     | 49    | Abandon              |
| 50   | P         | 2   | Tequila Patrón ESM                        | Ed Brown Johannes van Overbeek Jon Fogarty                                                | Honda HR28TT 2,8 L Turbo V6              | C     | 49    | Abandon              |
| 51   | P         | 0   | DeltaWing Racing Cars with Claro/TracFone | Andy Meyrick Katherine Legge Memo Rojas Gabby Chaves                                      | DeltaWing DWC13                          | C     | 42    | Abandon              |
| 51   | P         | 0   | DeltaWing Racing Cars with Claro/TracFone | Andy Meyrick Katherine Legge Memo Rojas Gabby Chaves                                      | Élan 1,9 L Turbo I4                      | C     | 42    | Abandon              |
| DQ   | P         | 10  | Wayne Taylor Racing,                      | Ricky Taylor Jordan Taylor Max Angelelli                                                  | Chevrolet Corvette DP                    | C     | 740   | + 1 min 07 s 074     |
| DQ   | P         | 10  | Wayne Taylor Racing,                      | Ricky Taylor Jordan Taylor Max Angelelli                                                  | Chevrolet LS9 5,5 L V8                   | C     | 740   | + 1 min 07 s 074     |
| DQ   | PC        | 16  | BAR1 Motorsports,                         | Johnny Mowlem Tom Papadopoulos Tomy Drissi Brian Alder Martin Plowman                     | Oreca FLM09                              | C     | 713   | + 27 tours           |
| DQ   | PC        | 16  | BAR1 Motorsports,                         | Johnny Mowlem Tom Papadopoulos Tomy Drissi Brian Alder Martin Plowman                     | Chevrolet 6,2 L V8                       | C     | 713   | + 27 tours           |